# هيئة الحقيقة والكرامة

الشعار الأول للهيئة

هيئة الحقيقة والكرامة هي هيئة حكومية تونسية مستقلة أدى أعضائها يوم 6 يونيو 2014 بقصر قرطاج اليمين الدستورية أمام الرئيس المنصف المرزوقي. وتهدف الهيئة إلى الإشراف على مسار العدالة الانتقالية الذي يأتي في إطار الانتقال الديمقراطي في تونس بعد الثورة التونسية، وتتولى كشف الحقيقة عن مختلف الانتهاكات ومسائلة ومحاسبة المسؤولين عنها وجبر الضرر ورد الاعتبار للضحايا لتحقيق المصالحة الوطنية وذلك في الفترة الممتدة بين 1 يوليو 1955 إلى 31 ديسمبر 2013. 

تترأس الهيئة منذ تاريخ تأسيسها سهام بن سدرين.

## التاريخ والمهام
تم تأسيس الهيئة من قبل المجلس الوطني التأسيسي التونسي وذلك لتحقيق أهداف الثورة التونسية وضمان مسار الانتقال الديمقراطي في تونس. وتهدف لتفعيل العدالة الانتقالية ومدة عملها 4 سنوات مع إمكانية التمديد لسنة واحدة. وتبحث الهيئة المتكونة من 15 عضوا في التجاوزات والتعذيب والفساد التي حصلت من 1 يوليو 1955 إلى 31 ديسمبر 2013، وتتولى كشف الحقيقة عن مختلف الانتهاكات ومسائلة ومحاسبة المسؤولين عنها وجبر الضرر ورد الاعتبار للضحايا لتحقيق المصالحة الوطنية. 

في 26 ديسمبر 2014، شهدت الهيئة أولى العراقيل عند محاولة نقل الأرشيف من قصر قرطاج الرئاسي إلى مقرها، حيث تم منعها من قبل أعوان إحدى النقابات الامنية من ذلك. رغم الإتفاق المسبق بين الهيئة والرئاسة منذ شهر يوليو 2014. في مايو 2015 وبعد عدة مشاورات، سمحت رئاسة الجمهورية التونسية للهيئة بالنفاذ للأرشيف الرئاسي. 

بعد أشهر من العمل، بدأت الهيئة في 27 مايو 2015 بالاستماع لضحايا النظام السابق الذين قدموا ملفاتهم، هذه المرحلة وصفتها الهيئة بالتاريخ المفصلي في مسار العدالة الانتقالية. 

في 18 نوفمبر 2015، أمضت الهيئة اتفاقية تعاون مع هيئة الأمم المتحدة للمرأة وذلك للإسهام في إدماج النوع الاجتماعي في مسار العدالة الانتقالية. 

في 15 يونيو 2016، أغلقت الهيئة باب قبول ملفات الضحايا، وبلغ عددها الجملي 000 65 ملف، تقدم بها مواطنون عاديون وشخصيات سياسية ونقابية ووطنية وأحزاب وحركات سياسية ومنظمات وطنية تغطي كافة الحساسيات والانتماءات الإيديولوجية والسياسية والاجتماعية من اليوسفيين والقوميين والإسلاميين واليساريين، إلى جانب الأمازيغ والطائفة اليهودية. 

تسلمت الهيئة في 18 أبريل 2018 من منظمة العفو الدولية كل أرشيفها المتعلق بتونس انطلاقا من أوائل التسعينات وإلى غاية سنة 2011.
الجدل حول التمديد
في 27 فبراير 2018، قررت الهيئة التمديد في عملها لحدود 31 ديسمبر من نفس السنة، حيث يخول لها القانون أن تمدد لنفسها لمرة واحدة لمدة سنة. إلا أن قرار التمديد عرف جدلا كبيرا حيث أن الفصل 18 من قانون العدالة الانتقالية الذي يخول للهيئة تمديد عملها لمدة سنة، يطلب منها رفع تقرير معلل لمجلس نواب الشعب. لهذا السبب، اعتبر البعض أن قرار التمديد هو من مشمولات المجلس، فيما اعتبر آخرون أنه من صلاحيات الهيئة. المحكمة الإدارية العليا التونسية رفضت في 26 مارس 2018 طعنا قدمه حزب آفاق تونس في قرار التمديد وقالت أن القرار من صلاحيات الهيئة. في نفس اليوم، عقد مجلس نواب الشعب جلسة عامة حضرت فيها الهيئة بكل أعضائها وخاطبت فيها رئيستها سهام بن سدرين النواب، وشهدت الجلسة نقاشا حادا وتوترا كبيرا. بالرغم من عدوم تواجد النصاب عند بداية الجلسة، قرر رئيس المجلس محمد الناصر افتتاح النقاش، وهو ما اعتبره الكثير من النواب الذين لم يسجلوا حضورهم قصدا أمرا باطلا. بعد ساعات طويلة من النقاش، قرر المجلس التصويت على قرار التمديد، فرفضه 68 نائب واحتفظ نائبين إثنين، الشيء الذي يعتبر باطلا ولاغيا بمقتضى الفصل 126 من النظام الداخلي للمجلس الذي ينص على أن قررات المجلس يصادق عليها بأغلبية الحاضرين على ألا تقل نسبة الموافقين عن الثلث، وفي هذا الحالة فقد بلغ عدد المصوتين 70 بينما الثلث يمثل 73 نائبا (من جملة 217). يذكر أن عددا كبيرا من النواب لم يسجلوا حضورهم ويعتبرون غائبين بالرغم من مشاركتهم في النقاش وهم حركة النهضة والكتلة الديمقراطية (حراك تونس الإرادة وحزب التيار الديمقراطي وحركة الشعب وحركة الديمقراطيين الاجتماعيين ومستقل) وآخرون. 

بعد التصويت، اعتبرت الهيئة التصويت لاغيا وقالت أنها ستواصل أعمالها للنهاية. في 27 مايو، وقعت الهيئة مع المهدي بن غربية وزير العلاقة مع الهيئات الدستورية والمجتمع المدني وحقوق الإنسان بيانا مشتركا اتفقا فيه على مواصلة أعمال الهيئة حتى استكمال مهامها.

### جلسات الاستماع العلنية
الجلسة الأولى والثانية في 17-18 نوفمبر 2016
في 17 و18 نوفمبر 2016، بدأت الهيئة بجلسات استماع علنية لأول مرة بثت على الهواء مباشرة في عدة قنوات وطنية وأجنبية التي تعاقدت معها الهيئة. قدمت عدة شهادات من قبل بعض عائلات شهداء وجرحى الثورة، ومن قبل عائلات ضحايا نظام زين العابدين بن علي الذين توفوا جراء التعذيب أو اختفوا قسريا، وآخرين الذين تعرضوا بأنفسهم للتعذيب في حقبتي بن علي أو الحبيب بورقيبة، وكذلك لمن تعرض للتضييق والتعذيب في فترة الاستقلال وما بعدها خاصة اليوسفيين. 

نظمت الجلسات في نادي عليسة في بمنطقة سيدي بوسعيد بالعاصمة، وهو ذو قيمة رمزية إذ كان على ملك زوجة الرئيس المخلوع ليلى بن علي. حظر الجلسات مختصين أجانب في مجال العدالة الإنتقالية وممثلي هيئات الحقيقة والكرامة المماثلة في العالم والمنظمات الدولية، وأيضا عدد كبير من السياسيين رؤساء وممثلي الأحزاب والدبلوماسيين والوزراء القدامى والحاليين والنواب السابقين والحاليين وممثلي هياكل القضاء وكبرى الإدارات، إلى جانب عائلات شهداء وجرحى الثورة وضحايا الفترة بين 1955 و2013، وكذلك ممثلي جمعيات ومنظمات المجتمع المدني. 

من بين وسائل الإعلام التي تعاقدت معها الهيئة لنقل الجلسات العلنية مباشرة يوجد مؤسسة التلفزة التونسية ومؤسسة الإذاعة التونسية وشبكة الجزيرة الإعلامية والحوار التونسي وسكاي نيوز عربية وفرانس 24 والتاسعة ووكالة تونس إفريقيا للأنباء ووكالة فرانس برس وقناة حنبعل وإكسبراس أف أم وشمس أف أم وموزاييك أف أم.
- تمحورت الجلسة الأولى حول المواضيع التالية: النشاط الطلابي (جيلبار النقاش)، التعذيب (سامي براهم)، الثورة التونسية (والدة ضحية قتلت)، الثورة التونسية (والدة ضحية قتلت)، القتل تحت التعذيب (عائلة ضحية من حركة النهضة)، الثورة التونسية (والدة ضحية قتلت).
- أما الجلسة الثانية فكانت حول: التعذيب والتضييق (ضحية من حركة النهضة)، أحداث الحوض المنجمي (تعذييب وتضييق)، مقاومة الاستعمار والحركة اليوسفية (ضحية)، القتل تحت التعذيب (شقيق ضحية من حركة النهضة)، القتل تحت التعذيب (عائلة ضحية من حركة النهضة)، القتل تحت التعذيب (شقيق ضحية من حزب العمال الشيوعي).

الجلسة الثالثة والرابعة في 16-17 ديسمبر 2016
تم تنظيم دورة ثانية لجلسات الاستماع العلنية في 16 و17 ديسمبر 2016 الموافق لتاريخ بداية الثورة التونسية، وذلك بمركب صندوق الحيطة والتقاعد للمحامين بالمركز العمراني الشمالي في تونس العاصمة.
- تمحورت الجلسة الثالثة حول المواضيع التالية: أحداث الخبز (جمال ساسي، أخ الضحية فاضل ساسي)، قضية براكة الساحل (أحد الضحايا)، المحاكمة الغير العادلة (أحد الضحايا من الجبهة القومية التقدمية لتحرير تونس)، الأم وأبناؤها ضحايا الاستبداد (من حركة النهضة)، الأم وأبناؤها ضحايا الاستبداد (الحركة الطلابية من الاتحاد العام لطلبة تونس).
- أما الجلسة الرابعة فقد تمحورت حول: الفساد المالي (الضحية نفسها وهو سفير سابق)، التعذيب (ضحية من حركة النهضة)، الثورة التونسية (والدا ضحية قتلت)، الثورة التونسية (والد ضحية قتلت)، الثورة التونسية (والدا ضحية قتلت).

الجلسة الخامسة في 14 يناير 2017
تم تنظيم الجلسة الخامسة في 14 يناير 2017 وهو تاريخ الثورة التونسية، وخصصت للمواضيع التالية: جرحى الثورة (شهادات لثلاثة من جرحى الثورة)، التجنيد القسري والتعذيب (ضحية)، التجنيد القسري والوفاة إثره (زوجة الضحية)، توظيف القضاء (عائلة القاضي مختار اليحياوي).
الجلسة السادسة في 26 يناير 2017
تم تنظيم الجلسة الخامسة في 26 يناير 2017 وهو تاريخ أحداث الخميس الأسود في 1978، وتم خلالها استضافة أربعة ضحايا وعائلتي ضحيتين.
الجلسة السابعة والثامنة في 10 و11 مارس 2017
- خصصت جلسة الاستماع العلنية السابعة المنعقدة في 10 مارس 2017 إلى الانتهاكات ضد المرأة: الصراع مع ناشطات حقوق الإنسان (أحلام بالحاج وضحية أخرى)، المنشور 108 المتعلق بمنع الحجاب (ضحيتين)، الأم وأبناؤها ضحايا الاستبداد (من حركة النهضة).
- أما الجلسة الثامنة المنعقدة في 11 مارس فخصصت إلى الانتهاكات ضد حرية الأنترنت: حرية الإنترنت (سامي بن غربية وضحيتين أخريين، إلى جانب والدة زهير اليحياوي ووالد ضحية أخرى).

الجلسة التاسعة في 24 مارس 2017
انعقدت الجلسة التاسعة في 24 مارس 2017، وخصصت للانتهاكات الواقعة أثناء خروج المستعمر الفرنسي من تونس: مقاومة الاستعمار (أربعة ضحايا وأرملة الأزهر الشرايطي).
الجلسة العاشرة في 19 مايو 2017
انعقدت الجلسة العاشرة في 19 مايو 2017 وخصصت للفساد: الفساد المالي والاعتداء على المال العام (ضحيتين هما في نفس الوقت شاهدين ومنسوبين إليهما انتهاكات، وكذلك عماد الطرابلسي وهو ابن شقيق ليلى الطرابلسي زوجة الرئيس المخلوع بن علي وقدم من السجن كشاهد ومنسوب إليه انتهاكات).
الجلسة الحادية عشر في 21 يوليو 2017
انعقدت الجلسة الحادية عشرة في 21 يوليو 2017 وخصصت لتزييف الانتخابات: سياسيين من النظام السابق (إدريس قيقة ومحمد الغرياني) وسياسيين معارضين (من بينهم خليل الزاوية وعبد الرحمن الأدغم) ومسؤولين سابقين ومعارضين آخرين من المواطنين والمتحزبين.
الجلسة الثانية عشر في 24 نوفمبر 2017
انعقدت الجلسة الثانية عشرة في 24 نوفمبر 2017 وخصصت حول أحداث الرّش بسليانة في 2013: عدة ضحايا للأحداث وعدة مسؤولين أثناء الأحداث (من بينهم رئيس الحكومة حمادي الجبالي ووزراء الداخلية علي العريض ولطفي بن جدو وكاتب الدولة لدى وزير الداخلية سعيد المشيشي ورئيس رابطة حقوق الإنسان عبد الستار بن موسى ووزير الشؤون الاجتماعية خليل الزاوية وآخرين).
الجلسة الثالثة عشر في 4 يناير 2018
انعقدت الجلسة الثالثة عشرة في 4 يناير 2018 وخصصت لأحداث الخبز وتم الاستماع ل20 ضحية أو عائلاتهم.
الجلسة الرابعة عشر في 14 ديسمبر 2018
انعقدت الجلسة الثالثة عشرة في 14 ديسمبر 2018 وخصصت لمنظومة الدعاية والتضليل الإعلامي تحت حكمي بورقيبة وبن علي، وعرض فيها وثائقي حول الموضوع وعدة شهادات لصحفيين (محمد بنور ومنجي اللوز ولطفي حجي وسكينة عبد الصمد والفاهم بوكدوس).

### القضايا المقدمة للدوائر القضائية المتخصصة
تقديم الملفات
في 2 مارس 2018، أحالت الهيئة أول ملف على الدائرة القضائية المتخصصة في العدالة الانتقالية في قابس وذلك بخصوص قضية كمال المطماطي الذي توفي تحت التعذيب في 7 أكتوبر 1991، ومتهم فيها عدة قيادات أمنية منهم محمد علي القنزوعي إلى جانب الرئيس زين العابدين بن علي. في 13 أبريل أحالت الهيئة ثاني ملف جريمة في التعذيب حتى الموت لرشيد الشماخي على الدائرة القضائية المتخصصة في العدالة الانتقالية في نابل ويوجد 33 شخصا منسوب إليهم الانتهاك. في 25 أبريل، أحيل ثالث ملف يخص نبيل بركاتي الذي قتل تحت التعذيب إلى الدائرة المتخصصة بالكاف. رابع ملف يخص فيصل بركات المقتول أيضا تحت التعذيب أحيل في 26 أبريل إلى دائرة نابل. في 14 مايو، أحالت الهيئة ملفين يتعلقان بالتعذيب في حق المولدي بن عمر والقتل العمد في حق عثمان بن محمود، وذلك إلى الدائرة المتخصصة بتونس العاصمة. في نفس اليوم أحالت على نفس الدائرة 22 ملفا تتعلق بالتعذيب والقتل العمد. في 18 مايو، أحالت ملف شهداء وجرحى الثورة بتالة والقصرين والذي يخص 36 ضحية (القتل العمد في حق 20 قتيلا ومحاولة القتل في حق 16 جريح). في 23 مايو، أحيل ملفين آخرين لدائرتي تونس ونابل. في 28 مايو، أحيل ملف شهداء وجرحى الثورة بنهج كولونيا بتونس العاصمة وملف أحمد العمري. في 29 مايو سلمت ملف أحداث الحوض المنجمي على الدوائر القضائية المتخصصة بقفصة، وأحالت في نفس اليوم ملف شهداء وجرحى الثورة بمنزل بوزيان على الدوائر القضائية المتخصصة بسيدي بوزيد،
إضافة إلى ملفين آخرين حول قضية براكة الساحل وضحية آخرى في دائرة العاصمة، وأخيرا ملف ضحية قتل عمد في دائرة سوسة. في 18 يونيو، أحالت الهيئة ملف شهداء وجرحى الثورة بالكرم الغربي على الدائرة المتخصصة بتونس العاصمة. في 5 يوليو، تم إحالة ملف أحداث الثورة بمدينة الرقاب إلى الدائرة القضائية المتخصصة بسيدي بوزيد، وملفين لضحيتين أخريين على دائرة العاصمة. في 1 أغسطس، أحالت الهيئة ملفين يخصان الضحية عبد العزيز المحواشي وأسرته إلى الدائرة القضائية المتخصصة بتونس، وفي 2 أغسطس، أحالت أول ملف لدائرة المنستير فيما يعرف بأحداث السجن المدني بالمهدية. في 12 سبتمبر، تم إحالة أول ملف في أحداث الخبز إلى دائرة صفاقس، ثم في 14 سبتمبر، أحالت ملف أحداث الثورة برأس الجبل بدائرة بنزرت، وملف الضحية مجدي منصري على دائرة تونس. في 12 ديسمبر 2018 أحالت الهيئة ملف اغتيال صالح بن يوسف وملف أحداث القصبة 2 كليهما إلى إلى الدائرة المتخصصة بتونس العاصمة. أحالت الهيئة في 19 ديسمبر أربعة ملفات، إثنين بدائرة تونس حول ضحايا الثورة بأيام 12 و13 و14 يناير 2011 وآخر يخص الضحية منصف الزروق، وملفين إلى دائرة بنزرت حول 11 ضحية انتهاكات جسيمة سنة 1987 في باجة وآخر حول أحداث السجن المدني ببرج الرومي. في 20 ديسمبر 2018، أحالت الهيئة آخر ملفاتها، واحد إلى دائرة القيروان يخص أحداث الثورة والثاني بنفس الدائرة يخص أحداث الخبز بها، والثالث حول أحداث الخبز بدائرة مدنين.
المحاكمات
بدأت في 29 مايو أول محاكمة في إطار العدالة الانتقالية وذلك في قضية المعارض الإسلامي كمال المطماطي الذي قتل تحت التعذيب في 1991 وأخفيت جثته منذ ذلك الحين. بعدها بشهر، في 29 يونيو نظمت ثاني محاكمة في إطار العدالة الانتقالية وذلك في قضية المعارض الإسلامي رشيد الشماخي الذي توفي تحت التعذيب في 1991. في 4 يوليو نظمت ثالث محاكمة في هذا الإطار في قضية الناشط الشيوعي نبيل بركاتي. 

مع نهاية صيف 2018، تواصلت جلسات المحاكمة في القضايا المرفوعة في إطار العدالة الانتقالية، وذلك في كل الدوائر القضائية المتخصصة الموزعة على مختلف جهات الجمهورية.

### الوثائقيات
أصدرت هيئة الحقيقة والكرامة عدة وثائقيات تم بثها في إطار الجلسات العلنية التي نظمتها:
| الوثائقي                                                    | المدة | الرابط   |
| ----------------------------------------------------------- | ----- | -------- |
| انتهاك حرية اللباس                                          | 7 دق  | أنظر هنا |
| انتهاك حرية الانترنت                                        | 15 دق | أنظر هنا |
| ملفّ الفساد                                                  | 12 دق | أنظر هنا |
| تزييف الإرادة الشعبية خلال الانتخابات                       | 25 دق | أنظر هنا |
| منظومة الدعاية والتضليل الإعلامي، جزء 1                     | 21 دق | أنظر هنا |
| منظومة الدعاية والتضليل الإعلامي، جزء 2                     | 18 دق | أنظر هنا |
| أحداث الخميس الأسود 26 جانفي 1978                           | 7 دق  | أنظر هنا |
| أحداث انتفاضة الخبز 1984                                    | 9 دق  | أنظر هنا |
| الانتهاكات في فترة اللإستقلال                               | 25 دق | أنظر هنا |
| الانتهاكات التي شابت خروج الاحتلال الفرنسي وسياقها التاريخي | 23 دق | أنظر هنا |
| أحداث الرش بسليانة 2013                                     | 30 دق | أنظر هنا |

## الأعضاء
حسب المهمة
- الرئيسة: سهام بن سدرين.

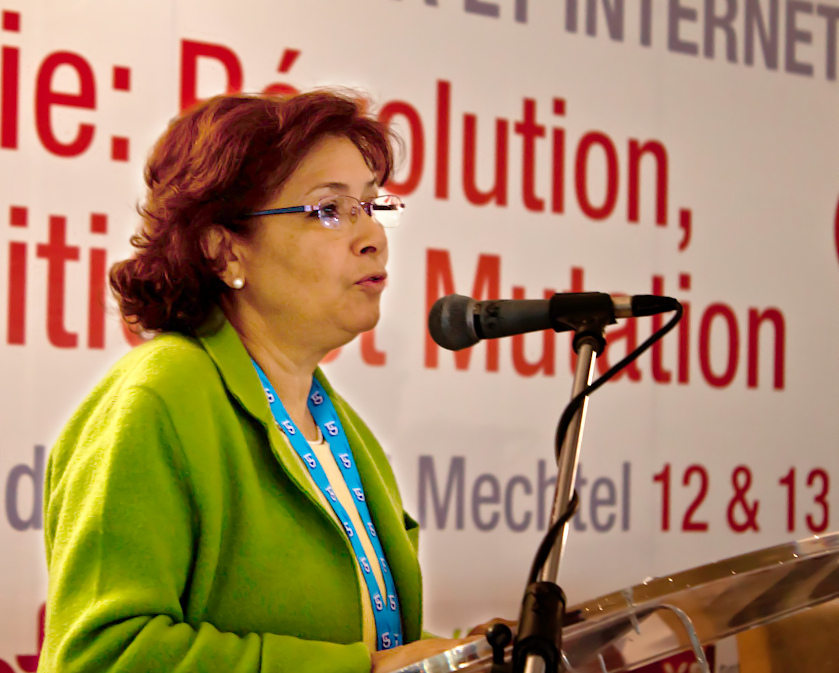
سهام بن سدرين رئيسة الهيئة في سنة 2012.

- نواب الرئيسة: محمد بن سالم، زهير مخلوف (استقال في 2016).
- أعضاء: عادل المعيزي، علي رضوان غراب، حياة الورتاني، ابتهال عبد اللطيف، خالد الكريشي، علا بن نجمة، صلاح الدين راشد.

استقال من الهيئة عدد من أعضائها وهم محمد العيادي (في 25 أغسطس 2015)، ليليا بريك بوقيرة، مصطفى البعزاوي (في 15 أكتوبر 2016).
حسب اللجان
| اللجنة                             | الرئيس            | نائب الرئيس       | المهام |
| ---------------------------------- | ----------------- | ----------------- | --- |
| لجنة التحكيم والمصالحة             | خالد الكريشي      | ابتهال عبد اللطيف | النظر في مطالب الصلح المتعلقة بالانتهاكات، وذلك اثر القيام بتعهد بمقتضى قرار صادر عن مجلس الهيئة، حيث لا يمكن النظر في ملف يتعلق بالانتهاكات إلا بعد موافقة الضحية. |
| لجنة الفحص الوظيفي وإصلاح المؤسسات | محمد بن سالم      |                   | إصلاح المؤسسات، أي تفكيك منظومة الاستبداد وإصلاح المؤسسات المتسببة في انتهاك حقوق الإنسان. |
| لجنة البحث والتقصي                 | علا بن نجمة       | علي رضوان غراب    | تفكيك منظومة الاستبداد والفساد للكشف عن حقيقة الانتهاكات والاعتداءات الممنهجة على حقوق الإنسان والاستقصاء حول كل الوسائل التي أدت إلى بناء منظومة الاستبداد، ويتم ذلك عبر تحديد الانتهاكات وضبطها ومعرفة أسبابها وظروفها ومصدرها والملابسات المحيطة بها والنتائج المترتبة عنها ومعرفة مصير الضحايا وأماكن وجودهم وتحديد هوية مرتكبي حالات الوفاة والفقدان والاختفاء القسري. |
| لجنة جبر الضرر ورد الاعتبار        | حياة الورتاني     |                   | جبر ضرر ضحايا الظلم والاستبداد، حيث يتم تقييم الضرر ماديا ومعنويا وتحديد طبيعة الضرر وطرق جبر الأضرار من حيث التعويض المادي وإعادة التأهيل والإدماج والاسترداد ورد الاعتبار وكل أشكال جبر الضرر الملائمة حسب التحريات والأبحاث وذلك في نطاق الكشف عن الحقيقة. |
| لجنة حفظ الذاكرة                   | عادل المعيزي      | صلاح الدين راشد   | حفظ ذكرى الانتهاكات التي طالت التونسيين في كافة أنحاء الجمهورية، حيث تضبط آليات تحمل الدولة والمؤسسات التابعة لها لواجبها في حفظ الذاكرة الوطنية واستخلاص العبر وتخليد ذكرى الضحايا، كما من شانها إقامة النشاطات والتظاهرات الهادفة إلى حفظ الذاكرة الوطنية لضحايا الانتهاكات ونشر قيم التسامح والمواطنة واحترام حقوق الإنسان ونبذ العنف.                                   |
| لجنة المرأة                        | ابتهال عبد اللطيف |                   | ضمان التزام الهيئة بتطبيق مقاربة النوع الاجتماعي في تطبيق قانون العدالة الانتقالية. كما تقترح الآليات لضمان الظروف المناسبة لاستقبال وإعانة النساء الضحايا وحمايتهن متى رغبن في التصريح بالانتهاكات دون الكشف عن هوياتهن. فيما تنسق هذه اللجنة مع لجنة جبر الضرر ورد الاعتبار في خصوص برامج جبر الضرر والتعويض، ومراعاة خصوصية المرأة في هذا المجال.                        |

## إحصائيات
أعلنت الهيئة أنه منذ بدء عملها في 2014 وحتى 2 أبريل 2015، تجاوز عدد الملفات التي استقبلتها الهيئة ال10 ألاف، وتحديدا 011 10 ملف، وأنها لا تزال تستقبل ملفات أخرى. 

في بلاغ للهيئة في 4 نوفمبر، قالت الهيئة أن لجنة التحكيم والمصالحة استقبلت حتى 31 أكتوبر 2015 تحديدا 783 ملفا تحكيم ومصالحة، وأضافت أنها بدأت بسماع 90 شخص وباستدعاء 64 محتكم ضدهم. 

قالت الجلسة في 10 نوفمبر 2015، أن جلسات الاستماع الفردية تجاوزت ال1000 جلسة منذ انطلاقها في 31 أغسطس من نفس السنة، وذلك بمعدل 24 جلسة على الأقل يوميا. 

ذكرت الهيئة في بلاغ لها أن عدد الملفات بلغ 000 20 ملف في حدود 26 نوفمبر 2015. 

في أبريل 2016، بلغت عدد الملفات المودعة 000 29 ملف، بينما بلغت جلسات الاستماع 600 3 جلسة.

في 15 يونيو 2016، تاريخ غلق آجال قبول ملفات الضحايا، كان مجموع ما استقبلته الهيئة هو 000 65 ملف من جميع الحساسيات السياسية والاجتماعية، منهم 000 6 ملف للتحكيم والمصالحة و30 ملف لجهات ضحية، وملفات أخرى تخص اليوسفيين والقوميين والإسلاميين واليساريين، إلى جانب الأمازيغ والطائفة اليهودية. 

إلى حدود 31 أكتوبر 2016، نظمت الهيئة 541 10 جلسة استماع سرية، من بينها 371 جلسة استماع تحكيم ومصالحة. 

مع نهاية عمل الهيئة في بداية 2019، بلغ عدد الملفات المودعة لدى الهيئة 62 720 ملفا، وعدد الجلسات السرية 49 654 جلسة.
ميزانية الهيئة
بلغت ميزانية الهيئة في 2014 حوالي 2.5 مليون دينار تونسي، بينما ارتفعت في 2015 إلى 10 ملايين دينار تونسي.
المكاتب الجهوية
فتحت الهيئة عدة مكاتب جهوية لاستقبال الملفات والضحايا وإرشادهم، وكان ذلك في سبتمبر 2015 في كل من صفاقس وسيدي بوزيد والقصرين وقفصة وفي أبريل 2016 بالنسبة لكل من مدنين وقابس وسوسة والكاف وجندوبة.

## في المجتمع
- وثائقي Tunisie, les voix de la révolution (تونس: أصوات الثورة) على قناة أرتيو الألمانية الفرنسية، إخراج كريم ميسكي ومارك بال، 2017.
- الفيلم الوثائقي Tunisia: Justice in Transition من إخراج ريكار غونزاليس ومارك ألمودوفار في 2017.
- طابعين بريديين في 26 سبتمبر 2017 من البريد التونسي: مسار العدالة الانتقالية (0.5 دينار تونسي) وهيئة الحقيقة والكرامة (2 دينار تونسي).

## مقالات ذات صلة
- الانتقال الديمقراطي في تونس
- الثورة التونسية

## روابط خارجية
- الموقع الرسمي.